# Mechanitis argentea
Mechanitis argentea är en fjärilsart som beskrevs av Prüffer 1922. Mechanitis argentea ingår i släktet Mechanitis och familjen praktfjärilar. Inga underarter finns listade i Catalogue of Life.